# Захаров, Алексей Архипович
Алексе́й Архи́пович Заха́ров (1923—1944) — красноармеец Рабоче-крестьянской Красной Армии, участник Великой Отечественной войны, Герой Советского Союза (1944).

## Биография
Родился 15 апреля 1923 года в селе Отъяссы (ныне — Сосновский район Тамбовской области). Получил неполное среднее образование, после чего работал секретарём комсомольской организации колхоза «Россия». В январе 1942 года был призван на службу в Рабоче-крестьянскую Красную Армию. С августа того же года — на фронтах Великой Отечественной войны. К сентябрю 1943 года гвардии красноармеец Алексей Захаров был сапёром 78-го гвардейского отдельного сапёрного батальона 68-й гвардейской стрелковой дивизии 40-й армии Воронежского фронта. Отличился во время битвы за Днепр.
26 сентября 1943 года одним из первых в своём подразделении переправился через Днепр в районе села Балыко-Щучинка Кагарлыкского района Киевской области Украинской ССР. В тот день он совершил 18 рейсов, переправив в общей сложности 120 бойцов и командиров, обратные рейсы использовал для эвакуации с плацдарма на западном берегу Днепра раненых.
Указом Президиума Верховного Совета СССР «О присвоении звания Героя Советского Союза генералам, офицерскому, сержантскому и рядовому составу Красной Армии» от 10 января 1944 года за «образцовое выполнение боевых заданий командования на фронте борьбы с немецко-фашистскими захватчиками и проявленные при этом отвагу и геройство» был удостоен высокого звания Героя Советского Союза. Тем же указом он был награждён орденом Ленина.
Пропал без вести 29 февраля 1944 года.